# Erythropitta erythrogaster
La pita ventrirroja (Erythropitta erythrogaster) es una especie de ave paseriforme de la familia Pittidae endémica de las islas Filipinas y Talaud. Su hábitat natural es el bosque húmedo tropical de las tierras bajas.

## Descripción
Mide entre 15 y 17 cm de longitud. Tiene un aspecto sólido y regordete, con alas y cola corta, cabeza redondeada y el pico estirado. El color del plumaje varía según la subespecie, pero mantiene algunos patrones característicos. La cara y la garganta son de color rosado o marrón o negro mientras que la frente, el píleo y nuca son de color canela, castaño rojizo, o rojo; el pecho es azul más o menos intenso o verdoso, a veces con la presencia de una banda de negro entre el pecho y la garganta o una banda del mismo color entre el pecho y el vientre. Las alas son de color verde azulado con plumas de vuelo azules. Su obispillo es azul y el vientre y la cola son de color rojo. La hembra suele mostrar plumajes de colores menos intensos que el macho. Su pico es negruzco, las patas son de color carne y el iris de sus ojos es de color castaño.

## Comportamiento
Tiene hábitos diurnos. Vive solitaria, o en parejas en la época de celo. Es extremadamente territorial hacia sus congéneres, pero tímida y reservada: pasa la mayor parte del día en el suelo, moviéndose con circunspección en la espesa maleza en busca de alimento. 

## Alimentación
La dieta de esta ave se compone principalmente de lombrices de tierra y caracoles. También se alimenta de insectos y otros pequeños invertebrados. 

## Reproducción
La pareja colabora en la construcción del nido, de forma esférica, ubicado ya sea en el suelo, entre los arbustos o entre las ramas de árboles; construido con ramas y material vegetal; con cámara de incubación interna forrada con hojas. La hembra pone 1 a 3 huevos.